# 笛田薫
笛田 薫（ふえだ かおる ）は、日本の数理統計学者。滋賀大学 データサイエンス学部 データサイエンス学科教授。滋賀大学データサイエンス・AIイノベーション研究推進センター副センター長。
九州大学理学研究科卒。元日本統計学会 編集理事、元応用経済時系列研究会 企画理事。

## 研究内容
観測データに基づき、確率的変動を含んだ観測対象の構造を推定するために最適な統計モデ ルについて研究している。また、その推定法を環境問題、医学、ファイナンスなどの諸問題への応用にも取り組んでいる。 
専門分野は数理統計学、統計モデル、時系列解析、環境統計学。
2024年現在、滋賀大学でNVIDIA、トヨタ自動車、あいおいニッセイ同和損保、東ソーなど様々な企業とプロジェクトを行っている。